# Kunitokotachi

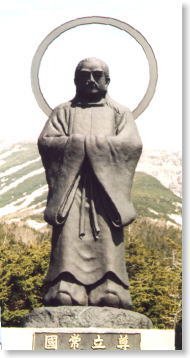

Dans la mythologie japonaise, Kunitokotachi (国之常立神 dans le Kojiki, 国常立尊 dans le Nihonshoki, Kunitokotachi-no-Kami ou Kuninotokotachi-no-Kami) est un des deux kami nés de « quelque chose comme une pousse de bambou rouge qui a surgi du sol quand la Terre était chaotique ». Dans le Nihon Shoki, il est appelé Kuni-toko-tachi no mikoto et est la première des trois premières divinités nées après que le ciel et la terre sont nés du chaos et est née de quelque chose ressemblant à un roseau croissant entre le ciel et la terre.
Kunitokotachi est décrit comme un hitorigami asexué dans le Kojiki tandis que c'est un dieu mâle dans le Nihon Shoki. Son nom signifie à peu près « le dieu qui se tient éternellement dans (à l'intérieur ?) le pays » mais sa nature exacte est inconnue. 
La célèbre gravure de Toyohara Chikanobu représentant l'empereur Meiji au milieu de (certains de) ses ancêtres impériaux et de (certains) dieux de la mythologie japonaise, représente Kuni-no-Tokotachi sous la forme d'un homme japonais, avec de longs cheveux et une longue barbe, vêtu d'amples vêtements jaunes ; il se trouve en arrière-plan derrière l'empereur Meiji et l'impératrice Shōken, et derrière le couple progéniteur divin, Izanagi no mikoto et Izanami no mikoto. Dans le système Wu Xing chinois, le jaune est la couleur associée à la direction du centre et à l'élément Terre. 
Yoshida Kanetomo, fondateur de la secte Shinto Yoshida, identifie Kunitokotachi à Amenominakanushi et le considère comme le dieu primordial de l'Univers.
De la signification du terme Kotoamatsukami (les cinq déités célestes séparées) il est postulé que par « séparées » on entende « séparées de Kuni no Tokotachi », ce qui laisse peut-être entendre qu'il puisse être une sorte de kami de la planète Terre, ou bien de la Nature au sens large. 